# Parque metróállomás
A Parque metróállomás a lisszaboni metró kék metróvonalán.

## Története
A Parque egyike annak a 11 állomásnak, amelyek az 1959. december 29-én megnyitott eredeti lisszaboni metróhálózathoz tartoznak. Az António Augusto de Aguiar sugárút és a Rua Eugénio dos Santos utca kereszteződésének közelében található és a nem messze lévő Eduardo VII parkról kapta a nevét.

## Jellemzői
Az eredeti állomás építészeti terveit Francisco Keil do Amaral, a dekorációt pedig Maria Keil festőművész készítette. 1994. december 29-én befejezték az állomás teljes felújítását, amit Sanchez Jorge építész tervei alapján készítettek. A díszítést Françoise Schein és Federica Matta festőművészek készítették. A peronok meghosszabbítása mellett az állomást úgy alakították át, hogy a portugál felfedezések és az emberi jogok kialakulásának korának témáit jelképezze.

## Fordítás
Ez a szócikk részben vagy egészben  az   Estação Parque (Metropolitano de Lisboa) című portugál Wikipédia-szócikk ezen változatának fordításán alapul.  Az eredeti cikk szerkesztőit annak laptörténete sorolja fel. Ez a jelzés csupán a megfogalmazás eredetét és a szerzői jogokat jelzi, nem szolgál a cikkben szereplő információk forrásmegjelöléseként.